# Simone Verdi
Simone Verdi (Broni, 12 juli 1992) is een Italiaans voetballer die doorgaans als vleugelspeler speelt. Hij verruilde Napoli in juli 2020 voor Torino, dat hem het seizoen ervoor al huurde en nu circa €20.000.000,- voor hem betaalde. Verdi debuteerde in 2017 in het Italiaans voetbalelftal.

## Clubcarrière
Verdi werd op elfjarige leeftijd opgenomen in de jeugdopleiding van AC Milan. Hiervoor debuteerde hij op 13 januari 2010 op zeventienjarige leeftijd in het eerste elftal, tijdens een wedstrijd in de Coppa Italia tegen Novara Calcio. Twee weken later mocht de middenvelder opnieuw meedoen tegen Udinese. Tot een competitiedebuut kwam het niet.
AC Milan liet Verdi in 2011 vertrekken naar Torino. Hiervoor debuteerde hij op 27 augustus 2011 in de Serie B, tegen Ascoli Calcio. Hij speelde dat seizoen twaalf competitiewedstrijden voor Torino en had zo een aandeel in de tweede plaats en de promotie van de club. Verdi speelde in de eerste helft van het seizoen 2012/13 met Torino in de Serie A, maar werd in januari 2013 verhuurd aan Juve Stabia, in de Serie B. Torino verhuurde hem tijdens het seizoen 2013/14 vervolgens aan Empoli, waarmee hij promotie afdwong naar de Serie A. Verdi mocht ook het seizoen 2014/15 beginnen bij Empoli. Hij maakte op 7 december 2014 zijn eerste doelpunt in de Serie A, tegen SSC Napoli.
Hoewel Verdi in 2015 al vier jaar bij Torino onder contract stond, was AC Milan al die tijd nog eigenaar van 50% van zijn transferrechten. Een dergelijke comproprietá werd met ingang van het seizoen 2015/16 verboden in Italië, waardoor een van beide eigenaren de ander uit moest kopen. Nadat hier geen overeenstemming werd bereikt, werd door middel van een blinde veiling bepaald bij wie de speler 100% onder contract kwam. AC Milan bracht het hoogste bod uit. Verdi speelde desondanks ook in zijn tweede contractperiode geen wedstrijd in de Serie A voor Milan. De club verhuurde hem aan achtereenvolgens SD Eibar en Carpi en verkocht hem in juli 2016 aan Bologna.

## Clubstatistieken
| Seizoen | Club             | Competitie | Competitie | Competitie | Competitie | Beker | Beker | Beker | Internationaal | Internationaal | Internationaal | Totaal | Totaal | Totaal |
| Seizoen | Club             | Competitie | Wed.       | Dlp.       | Ass.       | Wed.  | Dlp.  | Ass.  | Wed.           | Dlp.           | Ass.           | Wed.   | Dlp.   | Ass.   |
| ------- | ---------------- | ---------- | ---------- | ---------- | ---------- | ----- | ----- | ----- | -------------- | -------------- | -------------- | ------ | ------ | ------ |
| 2009/10 | AC Milan         | Serie A    | 0          | 0          | 0          | 2     | 0     | 0     | —              | —              | —              | 2      | 0      | 0      |
| 2011/12 | Torino FC        | Serie B    | 12         | 0          | 1          | 1     | 0     | 0     | —              | —              | —              | 13     | 0      | 1      |
| 2012/13 | Torino FC        | Serie A    | 4          | 0          | 0          | 2     | 0     | 0     | —              | —              | —              | 6      | 0      | 0      |
| 2012/13 | → SS Juve Stabia | Serie B    | 20         | 0          | 4          | 0     | 0     | 0     | —              | —              | —              | 20     | 0      | 4      |
| 2013/14 | → FC Empoli      | Serie B    | 40         | 5          | 7          | 2     | 1     | 0     | —              | —              | —              | 42     | 6      | 7      |
| 2014/15 | → FC Empoli      | Serie A    | 26         | 1          | 2          | 2     | 2     | 1     | —              | —              | —              | 28     | 3      | 3      |
| 2015/16 | → SD Eibar       | La Liga    | 9          | 0          | 0          | 4     | 1     | 1     | —              | —              | —              | 13     | 1      | 1      |
| 2015/16 | → AC Carpi       | Serie A    | 8          | 3          | 0          | 0     | 0     | 0     | —              | —              | —              | 8      | 3      | 0      |
| 2016/17 | FC Bologna       | Serie A    | 28         | 6          | 5          | 1     | 0     | 0     | —              | —              | —              | 29     | 6      | 5      |
| 2017/18 | FC Bologna       | Serie A    | 34         | 10         | 10         | 1     | 0     | 0     | —              | —              | —              | 35     | 10     | 10     |
| 2018/19 | SSC Napoli       | Serie A    | 22         | 3          | 3          | 0     | 0     | 0     | 2              | 1              | 0              | 24     | 4      | 3      |
| 2019/20 | → Torino FC      | Serie A    | 33         | 2          | 7          | 1     | 0     | 1     | —              | —              | —              | 34     | 2      | 8      |
| 2020/21 | Torino FC        | Serie A    | 33         | 1          | 5          | 1     | 2     | 1     | —              | —              | —              | 34     | 3      | 6      |
| 2021/22 | Torino FC        | Serie A    | 3          | 1          | 0          | 1     | 0     | 0     | —              | —              | —              | 4      | 1      | 0      |
| 2021/22 | → US Salernitana | Serie A    | 15         | 5          | 0          | 0     | 0     | 0     | —              | —              | —              | 15     | 5      | 0      |
| 2022/23 | → Hellas Verona  | Serie A    | 25         | 5          | 0          | 0     | 0     | 0     | —              | —              | —              | 25     | 5      | 0      |
| 2023/24 | Torino FC        | Serie A    | 1          | 0          | 0          | 1     | 0     | 0     | —              | —              | —              | 2      | 0      | 0      |
| 2023/24 | Como 1907        | Serie B    | 0          | 0          | 0          | 0     | 0     | 0     | —              | —              | —              | 0      | 0      | 0      |
| Totaal  | Totaal           | Totaal     | 313        | 42         | 44         | 19    | 6     | 4     | 2              | 1              | 0              | 334    | 49     | 48     |

## Interlandcarrière
Verdi debuteerde op 4 juni 2014 in Italië –21, tegen leeftijdsgenoten van Montenegro. Hij maakte op dinsdag 28 maart 2017 onder leiding van bondscoach Giampiero Ventura zijn debuut in de Italiaanse nationale ploeg, toen de Squadra Azzurra in een vriendschappelijke wedstrijd in de Amsterdam Arena met 2–1 won van Nederland. Hij viel in de blessuretijd in voor Marco Verratti. Andere debutanten voor Italië in die wedstrijd waren Danilo D'Ambrosio, Leonardo Spinazzola, Roberto Gagliardini en Andrea Petagna.